# Tallink
A Tallink észt hajózási társaság, amely teher- és személyszállító kompokat üzemeltet a Balti-tengeren Észtország és Finnország, Észtország és Svédország, valamint Lettország és Svédország, továbbá Finnország és Svédország között. 2006-ban a Tallink megvásárolta a finn Silja Line hajózási társaságot, valamint részesedést szerzett a vasúti kompokat üzemeltető SeaRail cégben is. Központja Tallinnban található. A Tallink a Balti-tengeri térség egyik legnagyobb tengeri személy- és teherfuvarozó cége.

## Útvonalak
- Turku–Stockholm
- Тurku–Åland
- Helsinki–Stockholm
- Helsinki–Tallinn
- Helsinki–Åland
- Tallinn–Stockholm
- Tallinn–Åland
- Riga–Stockholm